# أولاد ملوك (أولاد يحيى)
أولاد ملوك هو دُوَّار يقع بجماعة أولاد يحيى لكراير، إقليم زاكورة، جهة درعة تافيلالت في المملكة المغربية. ينتمي الدوّار لمشيخة أولاد يحيى التي تضم 14 دوار. يقدر عدد سكانه بـ 686 نسمة حسب الإحصاء الرسمي للسكان والسكنى لسنة 2004.

## روابط خارجية
- البوابة الوطنية للجماعات الترابية
- المندوبية السامية للتخطيط